# Pusiano
Pusiano là một comune (municipality) in the tỉnh Como, trong vùng Lombardia, có cự ly khoảng 40 km về phía bắc của Milano, và khoảng 15 km về phía đông của Como. Tại thời điểm ngày 31 tháng 12 năm, 2004, đô thị này có dân số 1.225, người và diện tích là 3,2 km².
Pusiano giáp các đô thị: Canzo, Cesana Brianza, Eupilio.